# Jacobus Esso Oterdoom
Jacobus Esso Oterdoom (Bellingwolde, 17 september 1890 – Beerta, 23 februari 1957) was burgemeester van Finsterwolde tijdens de Tweede Wereldoorlog.

## Biografie
Jacobus Esso Oterdoom werd geboren op 17 september 1890 als zoon van Harm Oterdoom (1857-1903) en Albertje Busscher (1858-1930). Hij was in 1915 te Beerta getrouwd met Trijntje Anje Poppens. 
Oterdoom was magazijnmeester in Winschoten totdat hij in augustus 1942 werd benoemd tot burgemeester van Finsterwolde door de Commissaris-generaal voor Bestuur en Justitie. Hij was tevens kringleider van de NSB. Met zijn toespraak gaf hij aan dat in de gemeente Finsterwolde 'de beginselen der Fransche revolutie volledig tot uiting zijn gekomen. Het liberalisme der vorige eeuw, gevolgd door Marxisme en bolsjewisme heeft tot ontbinding van de gemeenschap geleid. Aan den burgemeester thans de taak aan de opbouw van een nieuw, een nationaal-socialistische gemeenschap mee te werken.'
Oterdoom moest op 5 juli 1948 verschijnen voor de Groninger Kamer van het Bijzonder Gerechtshof. Hij moest zich verantwoorden voor het aangeven van de onderduiker D.J. Mellema, de arrestatie van de gemeentesecretaris J. Tuin en de voordracht van een andere gemeenteambtenaar voor ontslag. Er werd negen jaar gevangenisstraf geëist met aftrek van voorarrest en ontzetting uit de kiesrechten. Het Hof oordeelde zes jaar, met aftrek van voorarrest en ontzetting uit de kiesrechten.
Zijn zoon, politieagent en SS Unterscharführer Harm Oterdoom (1916-1990), vocht aan het Oostfront, was werkzaam bij de beruchte groep 10 en was administrateur in de concentratiekampen Vught en Ravensbrück. Hij werd in 1947 veroordeeld tot een gevangenisstraf van tien jaar, met aftrek van voorarrest.